# Paul Devolant
Paul de Volant, sieur de La Fleuriette et de Riaval (mort le 19 novembre 1657 à Rennes) est un avocat, juriste et procureur-syndic de Rennes qui signait Pol Devollant. Il est aujourd'hui surtout connu pour un recueil posthume de jurisprudence publié en 1722 sous le nom Paul Devolant qui fit longtemps autorité en Bretagne.

## Biographie
Fils de l'avocat littérateur Paul de Volant issu d'une famille d'Aubenas, Devollant plaide sa première affaire à Rennes en 1609, où il officie jusqu'en 1656, réputé pour son érudition et sa piété. De 1641 à 1643, il est procureur-syndic de la ville. Il épouse en 1612 Catherine Le Duc, avec laquelle il a huit enfants entre 1613 et 1634.
De son vivant, il n'a pas cherché de lui-même à publier mais es Arrests sur divers articles de la Coustume de Bretagne ont été édités en 1646 sous le nom de son collègue Sébastien Frain, avant de lui être réattribués dans la seconde édition de 1659.
Un manuscrit d'arrêts annotées par lui, conservé à Rennes et régulièrement consulté par ses collègues après sa mort, est publié en 1722 dans une édition supervisée par l'avocat De l'Épine. Ce Recueil d’arrests rendus au Parlement de Bretagne sur plusieurs questions célèbres, par feu Me Paul Devolant aussi clairement écrit que modernement organisé, devient un classique du droit breton encore qualifié en 1896 d'« un des monuments les plus achevés et les plus utiles de la vieille jurisprudence ». On y trouve les lois régissant un grand nombre de corps de métiers, des médecins aux fermiers en passant par la fonction ecclésiastique, mais aussi de nombreux passage sur le droit de la famille : éducation, statut de la femme succession, cession rente etc. Cet ouvrage est suivi d'un recueil des plus importants actes de notoriété donné au parlement de Bretagne.
Pierre Gourdel a réalisé un buste posthume de Devolant en 1868, lequel est conservé au musée des Beaux-Arts de Rennes.

## Publications
- Paul Devolant,  Recueil d'arrests rendus au Parlement de Bretagne, sur plusieurs questions célèbres, par feu M. Paul Devolant,... Augmenté de plusieurs annotations... Avec un recueil des actes de notoriété donnez au parquet de ce Parlement... par Me ***, ancien avocat au même parlement..., Rennes : N. Devaux et P.-A. Garnier, 1722.